# Maria Kazimiera
Maria Kazimiera (født 28. juni 1641 i Nevers, død 30. januar 1716 i Blois) var dronning af Polen 1676-1696. Hendes franske navn var Marie Casimire Louise de La Grange d'Arquien. I Polen havde hun tilnavnet Marysieńka (dansk: ~ lille Maria). Maria Kazimiera blev gift med Johan 3. Sobieski af Polen i Warsawa i 1665. De fik 14 børn, hvoraf fire levede til voksenalderen.
På grund af hendes skønhed var hun en meget populær dronning i Polen.